# Kondylom
Kondylom är en könssjukdom som orsakas av humant papillomavirus, HPV. Det finns fler än 150 olika typer av kända virus som kan orsaka vårtor, och ca 45 typer som kan infektera genital hud och slemhinna. Kondylom är en av de vanligaste sexuellt överförbara sjukdomarna, och den ger vårtor på könsorganen och/eller runt analöppningen. Kondylom är oftast helt ofarligt, men kan upplevas som mycket psykosexuellt besvärande av de som smittas.
Kondylom är en av de vanligaste könssjukdomarna i Sverige, och risken att bli smittad är stor vid oskyddat samlag med en smittad person. De flesta som blir smittade med viruset uppvisar få symptom, och infektionen kan gå över av sig själv utan att den noteras av patienten. Viruset bekämpas vanligtvis av immunförsvaret inom åtta till tretton månader. I sällsynta fall stannar det kvar i kroppen hela livet. Ofta är då immunförsvaret nedsatt beroende på faktorer som HIV, stress eller andra sjukdomar. Kondom minskar risken för att bli smittad, men skyddar inte helt eftersom vårtor kan sitta på ställen som inte täcks av kondomen. Kondylom kan smitta vid oskyddade vaginala samlag och vid anal- och oralsex. HPV-viruset kan också spridas vid nära kontakt hud mot hud och vid slemhinnekontakt.
Inkubationstiden efter smitta är vanligtvis 3 veckor - 3 månader, men det finns fall där den varit så lång som ett år. Det är därför ofta svårt att ta reda på vem som smittat vem, särskilt om flera partner finns i bilden. Smitta kan ha skett från en person som själv hade mycket få eller inga synliga vårtor själv. Har man en gång haft kondylom brukar man inte kunna bli smittad på nytt, utan om vårtorna återkommer rör det sig om att immunförsvaret ännu inte kunnat hantera infektionen. Vid väldigt sällsynta fall kan vårtorna förekomma i halsen och ögon. Vårtor i halsen och ögon försvinner oftast inom någon månad, därför brukar man inte behandla de vårtorna.
Utseendet på vårtorna kan variera från små flikiga utskott (condyloma acuminata), små rundade förändringar (papler) till platta och nästan osynliga förändringar. Vissa som har kondylom får klåda, sprickor och blödningar i underlivet. Hos män sitter de ofta under eller på förhuden, vid penisroten, på penisskaftet, ollonet eller omkring anus, men de kan också finnas i urinrörsmynningen. 
Hos kvinnor sitter de ofta i blygdläpparna, i slidöppningen, på livmoderstappen, omkring urinröret eller anus.
Viktigt att tänka på är att alla knottror inte behöver vara kondylom. En vanlig orsak till oro är corona glandispapler som finns vid ollonkanten på alla män, och vulvapapillomatos som är motsvarigheten hos kvinnor (knottrighet av de inre blygdläpparna). En annan orsak till små rundade förändringar är mollusker, som orsakas av ett annat virus (Poxvirus).
Behandling av kondylom sker om patienten har besvär. Att vänta ut självläkning är ett alternativ om patienten inte lider av vårtorna. Andra alternativ är kemodestruktiv behandling med podofyllotoxin (Wartec, Condyline), immunmodulerande läkemedel (Imikvimod, Aldara), frysning av vårtor eller termokauterisering (bränning) efter bedövning med EMLA-kräm eller xylocaininjektion lokalt.
HPV delas in i lågrisk- och högrisktyper, beroende på risk för senare cellförändringar och utveckling av cancer. De virus som ger synliga vårtor är vanligtvis lågriskvirus (vanligast är typ 6 och 11), medan andra virus som ger osynliga vårtor kan innebära högre risk (vanligast är 16 och 18). Ett vaccin har utvecklats mot HPV typ 6, 11, 16 och 18, och finns nu på marknaden i Sverige (Gardasil). Ett annat vaccin mot HPV typ 16 och 18, Cervarix, godkändes i Europa under hösten 2007. Det kan liksom Gardasil förebygga 70 % av fallen av cancer i livmoderhalsen (cervixcancer) men till skillnad mot Gardasil har det inte effekt mot kondylom.